# Leopold II. (HRR)

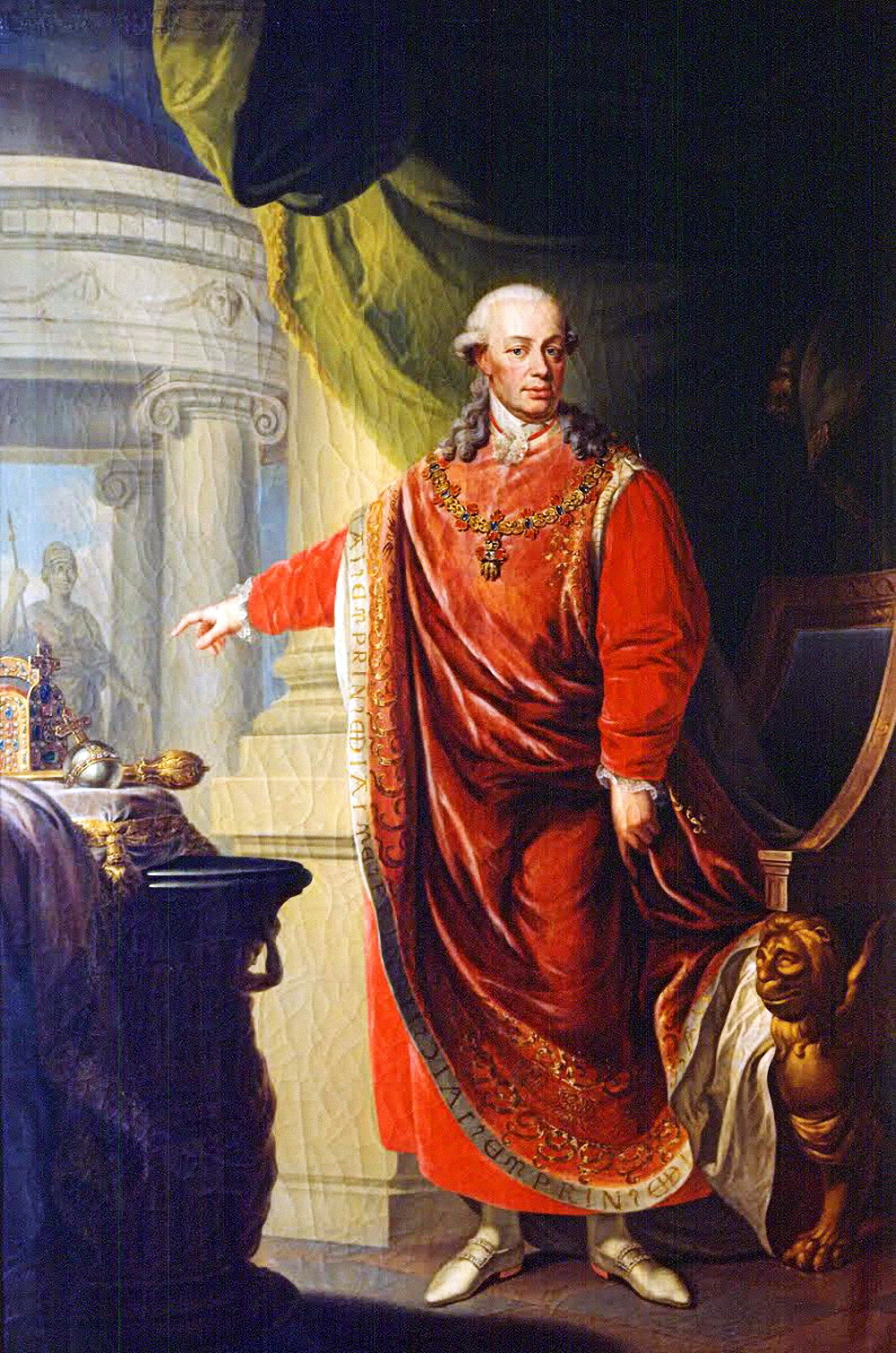
Leopold II. als Großmeister des Ordens vom Goldenen Vlies

Leopold II. (* 5. Mai 1747 in Wien; † 1. März 1792 ebenda) war Erzherzog von Österreich aus dem Haus Habsburg-Lothringen, von 1765 bis 1790 (als Peter Leopold; italienisch Pietro Leopoldo [d’Asburgo Lorena]) Großherzog der Toskana sowie von 1790 bis 1792 Kaiser des Heiligen Römischen Reiches und König von Böhmen, Kroatien und Ungarn.
Mit einer Politik der Aufklärung machte er das Großherzogtum Toskana zu einem Musterstaat. In der kurzen Zeit als Kaiser und Herrscher über die Habsburgermonarchie war er bestrebt, die Unruhen als Folgen der überstürzten Reformpolitik seines Vorgängers zu beenden. Auch außenpolitisch versuchte er, ausgleichend zu wirken. Der Krieg mit den Osmanen wurde beendet und ein Ausgleich mit Preußen gefunden. Seine Haltung gegenüber der Französischen Revolution war zwiespältig. Einerseits begrüßte er die konstitutionelle Monarchie, andererseits unterschätzte er die Dynamik der Bewegung und trug mit der Pillnitzer Deklaration zum Ausbruch des Ersten Koalitionskrieges bei.

## Leben

### Frühe Jahre

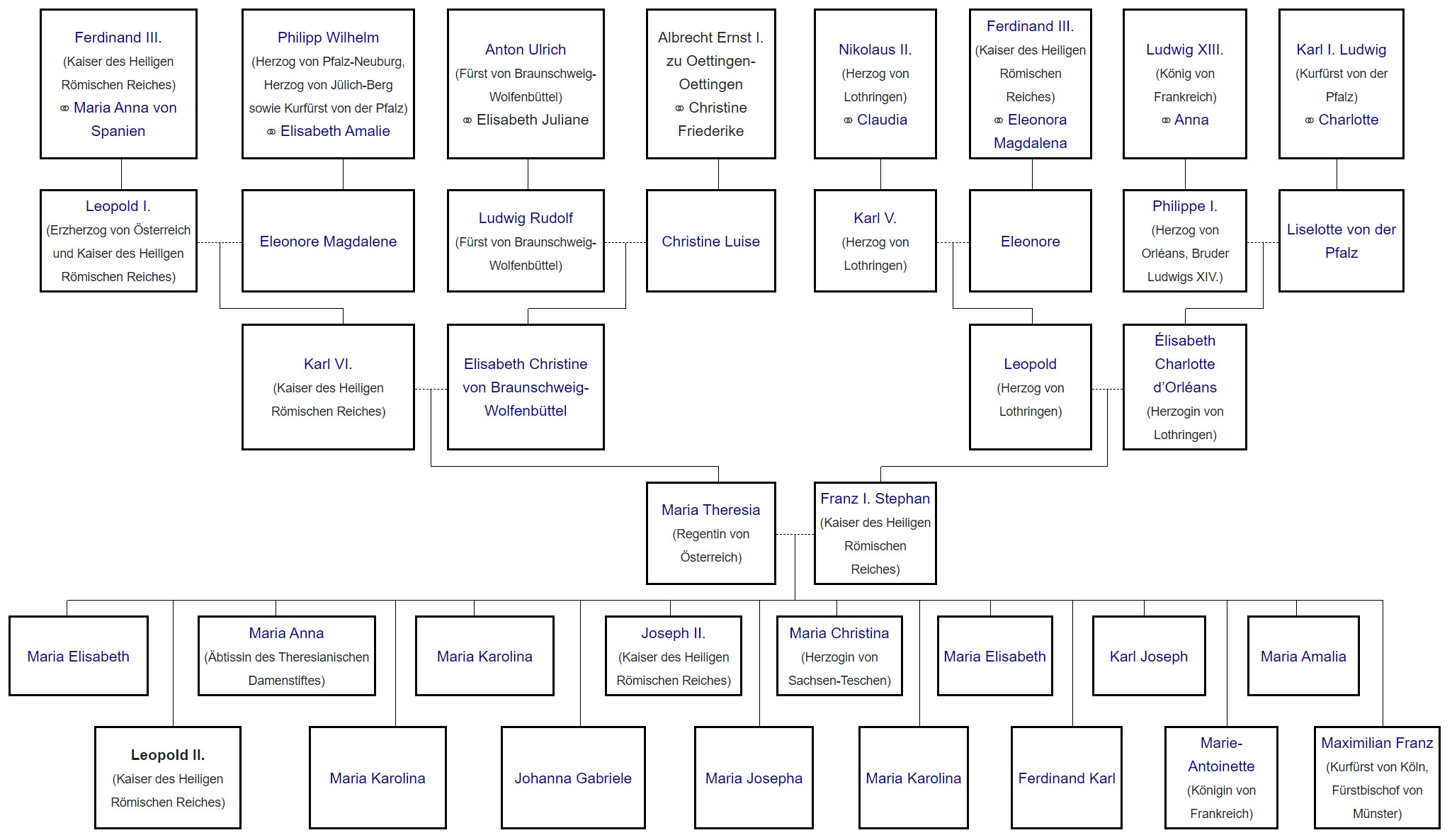
Stammbaum Leopolds II.

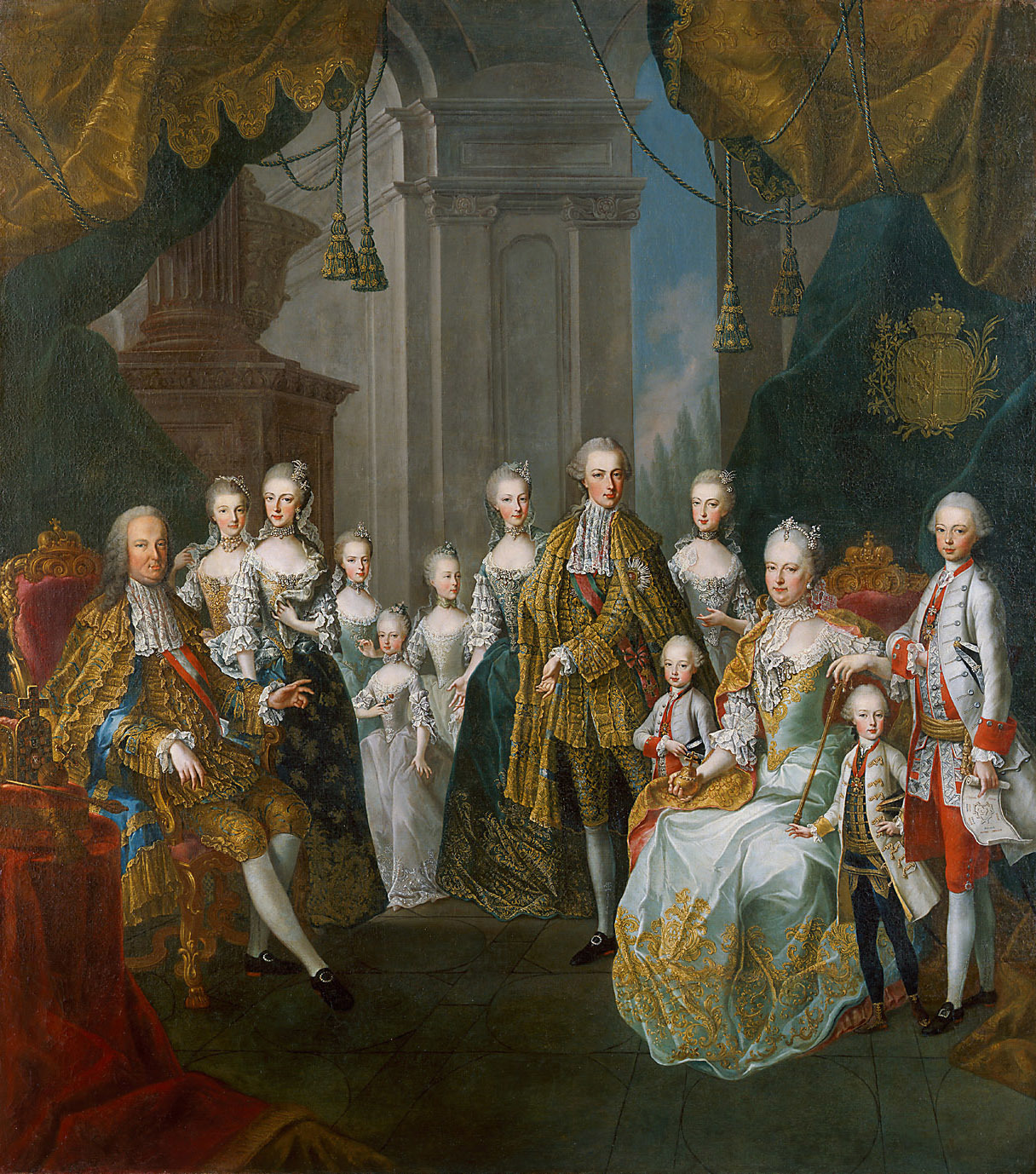
Franz I. Stephan und Maria Theresia mit elf Kindern

Leopold wurde als neuntes Kind der Erzherzogin Maria Theresia von Österreich und des römisch-deutschen Kaisers Franz Stephan von Lothringen geboren und auf den Namen Petrus Leopoldus Ioannes Antonius Joachim Pius Gotthardus getauft. Der für die Habsburger ungewöhnliche Vorname Peter geht auf den Wunsch seiner Patin Elisabeth von Russland zurück. Leopold hatte zwei ältere und zwei jüngere Brüder, darunter sein Vorgänger als Kaiser, Joseph II., und Maximilian Franz, der spätere Kurfürst von Köln. Von seinen elf Schwestern starben fünf schon früh. Leopolds jüngste Schwester war die 1755 geborene Marie-Antoinette, die spätere französische Königin.
Leopold erhielt eine hervorragende, der Aufklärung verpflichtete Erziehung. Einflussreich war der Ajo Franz Graf Thurn-Valsassina. Dieser diente Leopold auch später als Oberstkämmerer und Berater in der Toskana. Auch dessen Bruder Anton Graf Thurn-Valsassina gehörte zu Leopolds Vertrauten und diente später als Obersthofmeister. Der bedeutendste seiner Lehrer war der Rechtsgelehrte und Universitätsprofessor Carl Anton Martini. Von diesem wurde er auch in die Naturrechtslehre eingeführt. Seine philosophische Lektüre beunruhigte seine fromme Mutter so sehr, dass sie ihm, als er schon in der Toskana regierte, empfahl, seinen Beichtvater bei der Auswahl der Lektüre hinzuzuziehen. Leopold interessierte sich besonders für Naturwissenschaften und Technik. Er sprach neben Deutsch auch Französisch und ein wenig Tschechisch und beherrschte Latein. Er erlernte auch Italienisch, das später seine bevorzugte Umgangssprache wurde. Auch in den anderen Fächern mit Ausnahme des schriftlichen Ausdrucks zeigte er gute Fähigkeiten. Von der Mutter erbte er ein „gutes, großmütiges und mitleidiges Herz“, vom Vater Nüchternheit bis hin zur Pedanterie, aber auch starke Sinnlichkeit. Von ihm erbte er auch das Interesse an neuen Techniken und Wissenschaften.
Bereits früh war er ein Faktor in der Heiratspolitik des Kaiserpaares. Schon im Alter von sechs Jahren war er als Ehemann der Maria Beatrice d’Este, der Erbin des Herzogtum Modena, vorgesehen. Nach dem frühen Tod seines älteren Bruders Karl (1745–1761) sollte er jedoch die Nachfolge im Großherzogtum Toskana antreten und sein Bruder Ferdinand die Erbin von Modena heiraten.
Zusammen mit seinem Vater und seinem Bruder nahm er 1764 an der Krönung Josephs II. teil. In der Folge lernte er durch Reisen auch den böhmischen und ungarischen Teil des Habsburgerreichs kennen.
Im Jahr 1765 reiste Leopold zusammen mit den Eltern nach Innsbruck, um von dort aus seiner Braut, der spanischen Prinzessin Maria Ludovica, entgegenzureisen. Die offizielle Eheschließung war bereits in Vertretung am 16. Februar 1764 in Madrid erfolgt. Die Hochzeit fand am 5. August 1765 in Innsbruck statt. Kurz darauf, am 18. August, starb in Innsbruck der Kaiser und Leopold übernahm die Herrschaft in der Toskana, die damit zur habsburgischen Sekundogenitur wurde. Die Triumphpforte in der Stadt erinnert sowohl an die Hochzeit wie auch an den Tod des Vaters. Aus der Ehe gingen sechzehn Kinder hervor.

### Großherzog der Toskana

#### Ära Orsini-Rosenberg

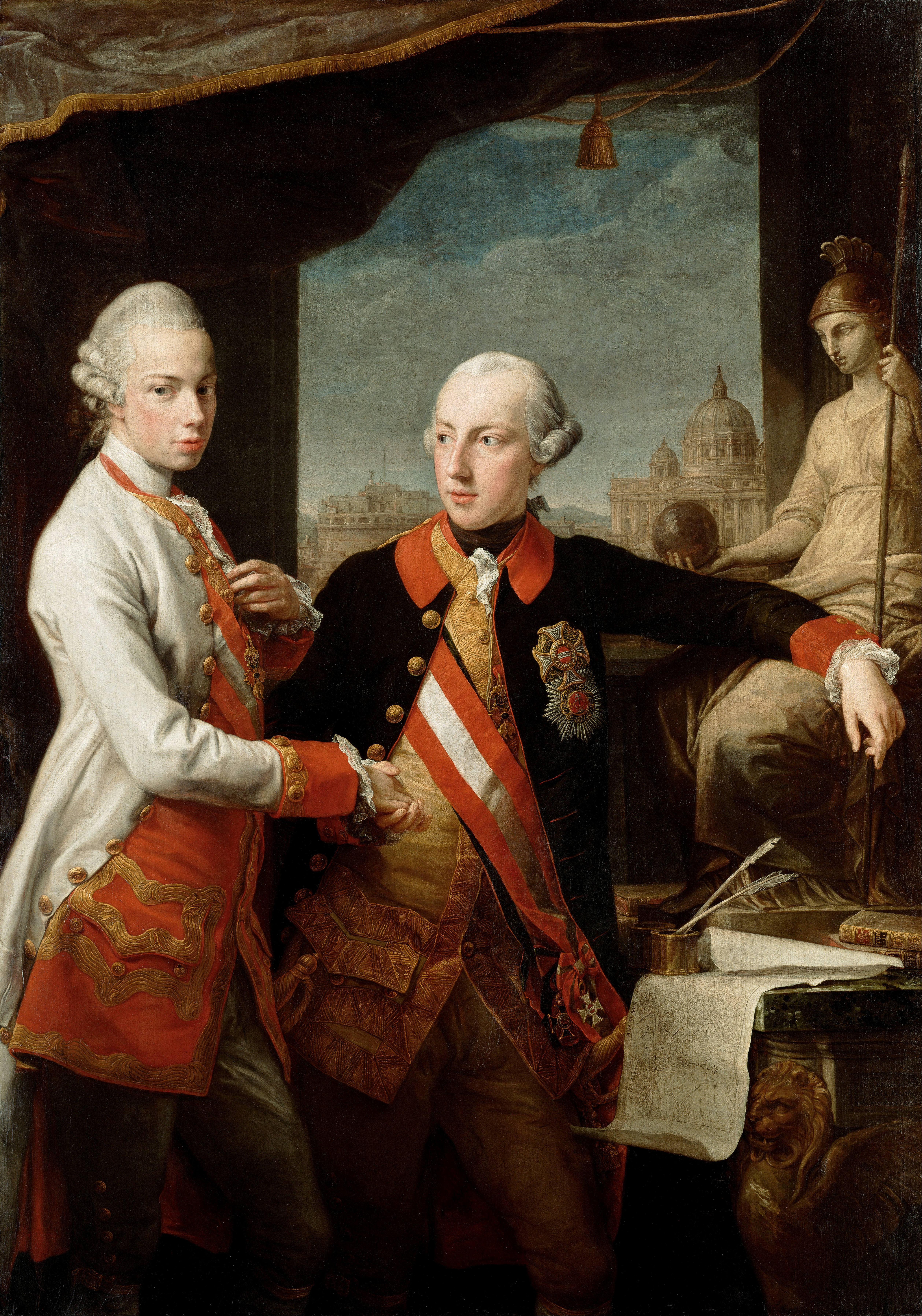
Der junge Erzherzog Leopold (links) und sein Bruder Kaiser Joseph II.

Die wirtschaftliche Lage des Großherzogtums war ausgesprochen schwierig, als Leopold die Macht übernahm. Ein Grund dafür war die letzte große Hungersnot, die Italien heimsuchte und die zu dieser Zeit allmählich zu Ende ging. Allerdings waren die Probleme auch strukturell bedingt. Unter den letzten Herrschern aus dem Haus Medici stagnierte die Entwicklung. Auch Leopolds Vater hatte sich nicht wirklich intensiv um das Land gekümmert und ließ es von Beauftragten verwalten. Aus diesem Grund kam die Forderung Josephs II. auf Herausgabe der „toskanischen Reservekasse“ Leopold sehr ungelegen. In dem folgenden Konflikt mit dem Kaiser unterlag er, was die Beziehung zwischen den Brüdern dauerhaft verschlechterte.
Als Großherzog machte Leopold sich einen Namen als Initiator vieler Reformen im aufklärerischen Sinn, allerdings behutsamer und gemäßigter als sein Bruder, Kaiser Joseph II. Die Leitung der toskanischen Regierung ging von dem Marchese Antoniotto Botta Adorno auf Franz Xaver Wolfgang von Orsini-Rosenberg über. Mit ihm begann die Zeit der großen Reformen im Großherzogtum. Dabei arbeitete Orsini-Rosenberg eng mit einheimischen Persönlichkeiten zusammen. Eine systematische statistische Erhebung über die Wirtschaft des Landes sollte die Grundlage für zukünftige Entscheidungen schaffen. Der bisher reglementierte Handel mit Getreide, Mehl und Brot wurde 1766 gesetzlich freigegeben. Dies sorgte im Ausland, insbesondere unter den Physiokraten, für Aufmerksamkeit.
In den folgenden Jahrzehnten machte Leopold die Toskana mit einer stetigen Reformpolitik zu einem Musterstaat. Zwar hatte er stets auch die habsburgischen Interessen in Italien und im Mittelmeerraum im Auge, gleichwohl versuchte er gegenüber Maria Theresia und dem Kaiser eine eigenständige Rolle zu spielen. Im Inneren wurde 1768 die Generalpacht aufgehoben und die Steuereintreibung verstaatlicht. Für den bäuerlichen Besitz wurde die Erbpacht eingeführt. Auch griff die Regierung in kirchliche Rechte ein. So wurden Maßnahmen getroffen, um das weitere Anwachsen des unproduktiven Vermögens zur toten Hand zu verhindern, das Kirchenasyl wurde aufgehoben und kirchliche Gefängnisse wurden dem Staat unterstellt. In der Kirchenpolitik gab es durchaus Gemeinsamkeiten zwischen Leopold und Joseph II. Beide besuchten demonstrativ gemeinsam das Konklave 1769. Im Jahre 1770 reiste Leopold mit seiner Frau nach Wien. Gleichzeitig beendete Orsini-Rosenberg seinen Dienst im Großherzogtum.

#### Selbstregierung

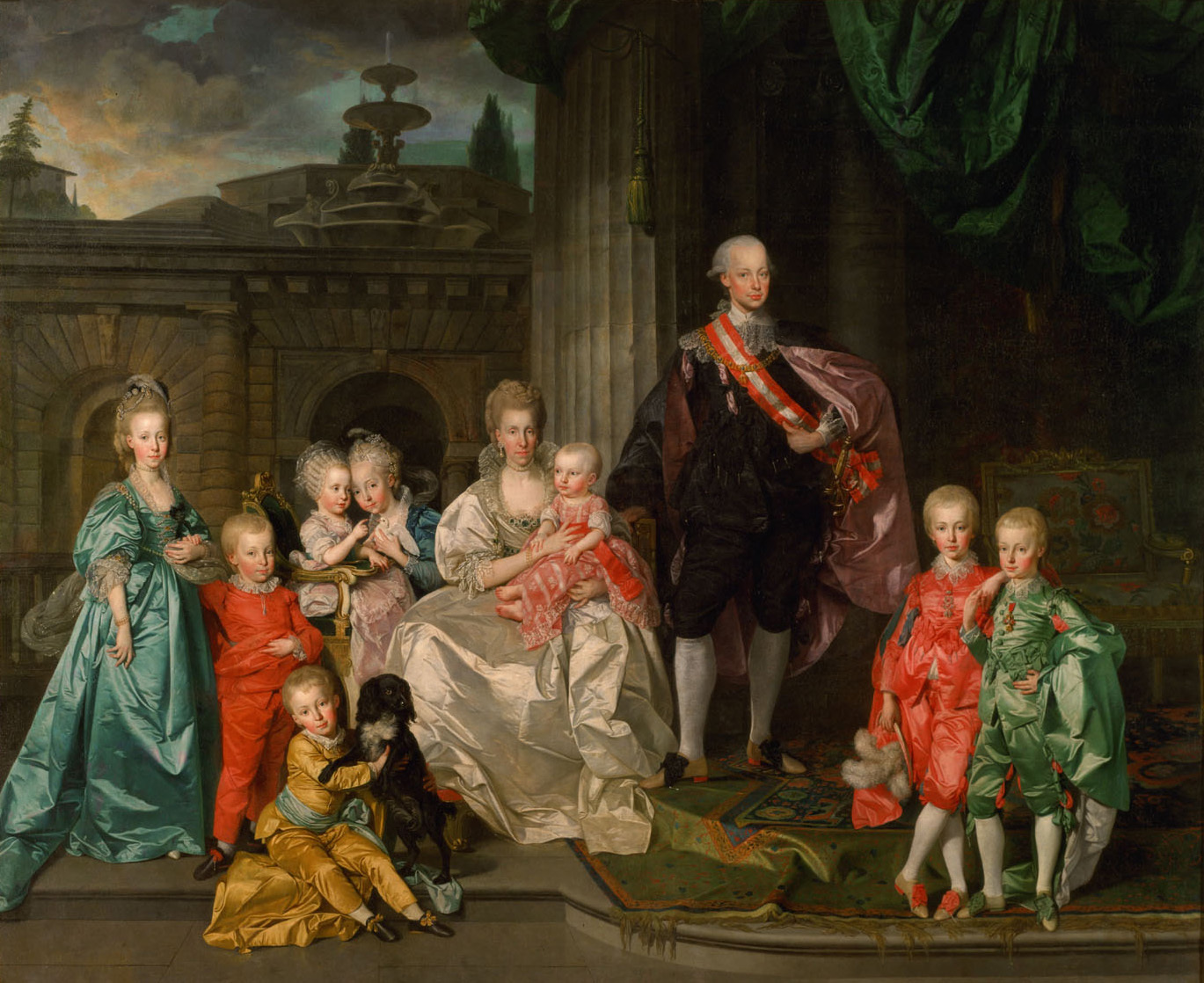
Leopold II. und Maria Ludovica von Spanien im Kreise ihrer Familie 1776 in Florenz

Seither wurde die Politik im Wesentlichen von Leopold selbst bestimmt. In dieser Zeit der Selbstherrschaft wurden die Zünfte abgeschafft, es wurde eine Handelskammer gegründet, die Gewerbefreiheit und eine neue Gemeindeordnung eingeführt. Des Weiteren wurden schrittweise die alten Verwaltungsstrukturen modernisiert und das Land in einen Einheits- und Flächenstaat verwandelt. In diesen Zusammenhang gehört auch die Reform des Gesundheitswesens und der Polizei. Die Armee wurde aufgelöst und durch eine Bürgermiliz ersetzt.
Diese Reformpolitik griff naturgemäß in zahlreiche Interessen und alte Gewohnheiten ein. Bemerkenswert ist, dass Leopold die Maßnahmen zunächst in Teilgebieten des Landes auf ihre Praktikabilität testete, ehe sie im ganzen Großherzogtum eingeführt wurden.
Leopold war im Grunde ein noch entschiedenerer Anhänger eines reformierten Katholizismus als sein Bruder Joseph. Aber insbesondere auch wegen der Nähe des Kirchenstaates ging er bei der Umsetzung zunächst deutlich vorsichtiger vor. Erst ab 1778/79 erhöhte sich das Reformtempo. Die Pfarrbezirke wurden neu zugeschnitten und Leopold ging gegen verschiedene Aspekte der Volksfrömmigkeit vor. 1786 übersandte Leopold den Entwurf zu einer umfassenden antikurialen Kirchenreform an die Bischöfe des Landes. Er erlitt jedoch mit seinen Anhängern bei einer Bischofsversammlung im Jahr 1787 gegenüber den Vertretern des Status quo eine klare Niederlage. Außerdem kam es zu Protesten in der Bevölkerung. Dies führte dazu, dass Leopold auf dem Feld der Kirchenreform zurückhaltender wurde.
Durch längere Aufenthalte in Wien in den 1770er Jahren lernte er das Regierungshandeln und die Arbeit der Behörden der Habsburger Monarchie, aber auch den Zustand der Familie noch besser kennen. In seinen privaten Aufzeichnungen, die er zum Teil in einer eigenen Geheimschrift verfasste, werden dabei deutliche Vorbehalte gegenüber dem zentralistischen Absolutismus seines Bruders deutlich. Statt einer Ausweitung der Bürokratie plädierte Leopold für eine Ausweitung der ständischen Selbstverwaltung, für eine Bauernbefreiung, religiöse Toleranz, Gewerbefreiheit und die Abschaffung der Zensur. Unmittelbar nach seiner Rückkehr in die Toskana plante er trotz Bedenken seiner Mitarbeiter die Einführung einer repräsentativen Verfassung. Dabei orientierte er sich einerseits an bestehenden ständischen Strukturen wie etwa dem ungarischen Landtag, den Provinzialständen in den österreichischen Niederlanden oder dem Tiroler Landtag. Auf der anderen Seite spielten Vorbilder wie die Schweiz oder Pennsylvania eine Rolle. Einen ersten Entwurf legte Leopold 1779 seinem Vertrauten Francesco Maria Gianni vor. In den folgenden Jahren arbeiteten beide daran weiter, ehe 1782 eine kleine Gruppe weiterer Berater und Gutachter hinzugezogen wurde. Verschiedene vor allem außenpolitische Umstände und Konflikte mit dem Kaiser verhinderten jedoch eine Umsetzung.
Später äußerte Leopold sogar die Absicht, das Großherzogtum zu einer konstitutionellen Monarchie zu machen. So erklärte er 1789: „Der Gedanke, den Souverän der Nation über Zustand und Verwaltung ihrer Finanzen Rechenschaft ablegen zu lassen, dünkt mich rühmenswert, gerecht und nützlich, denn die Finanzen gehören wie alles Übrige dem Volke, und der Souverän ist nur der Verwalter, somit zur Rechenschaft verpflichtet“ und setzte, wohl unter dem Eindruck der Französischen Revolution und der Amerikanischen Unabhängigkeitserklärung, im folgenden Jahr hinzu: „Ich glaube, dass jedes Land ein Grundgesetz oder einen Vertrag zwischen Volk und Souverän haben soll, welches die Macht des letzteren beschränkt; dass, wenn der Souverän dieses Gesetz nicht hält, […] man ihm zu gehorchen nicht mehr verpflichtet ist. Ich glaube, dass die ausübende Gewalt dem Souverän, die gesetzgebende aber dem Volke und seinen Repräsentanten zusteht … Denn der einzige Zweck der Gesellschaften und der Regierungen ist das Glück der Individuen.“
Joseph II. hingegen plante die Toskana direkt an die Habsburgermonarchie anzuschließen. Außerdem zwang er Leopold, seinen Sohn Franz nach Wien zu schicken, damit dieser auf die Übernahme der Herrschaft vorbereitet werden konnte.
In den letzten Jahren als Großherzog setzte Leopold mit seiner Justizreform noch einmal europaweit beachtete Zeichen. Im Jahr 1786 schaffte er Todesstrafe und Folter ab und machte die Toskana so zum ersten Staat ohne Todesstrafe. Außerdem wurde die Schuldhaft abgeschafft und für Verbrechen und Vergehen galten im Vergleich mit anderen Staaten nur milde Strafen. Geplant war noch eine umfassende Reform des Bildungswesens, zu der es aber nicht mehr gekommen ist.

### Kaiser

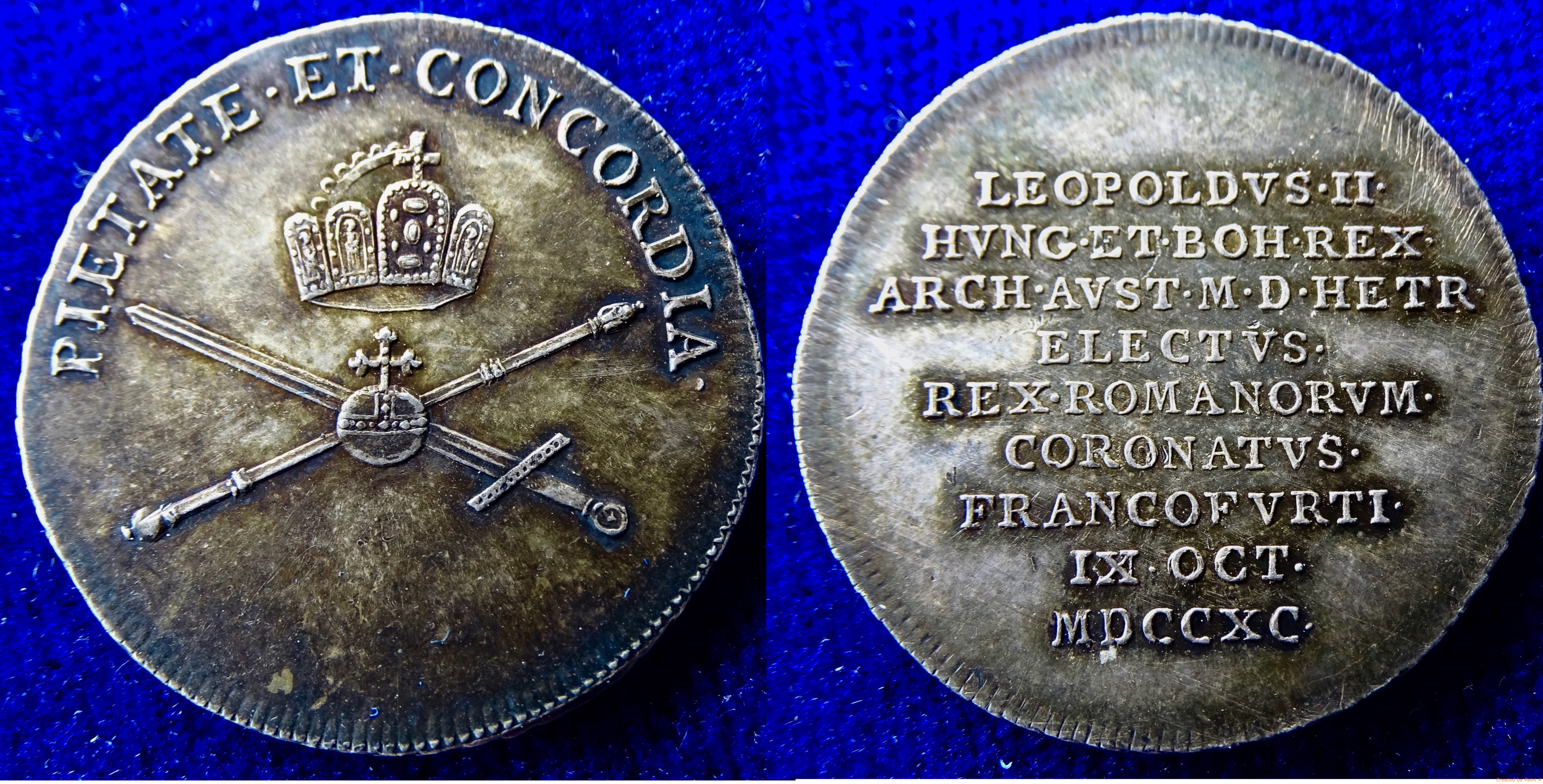
Krönungsmünze Frankfurt am Main 9 October1790. Sie zeigt Leopolds Wahlspruch "pietate et concordia" über den Reichskleinodien.

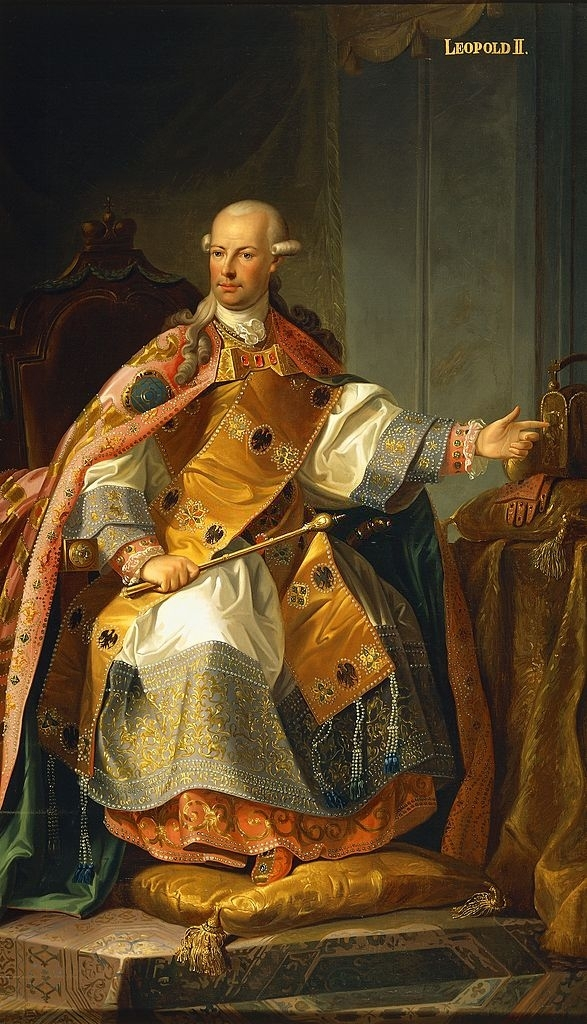
Porträt Leopolds II. im Krönungsornat 1790

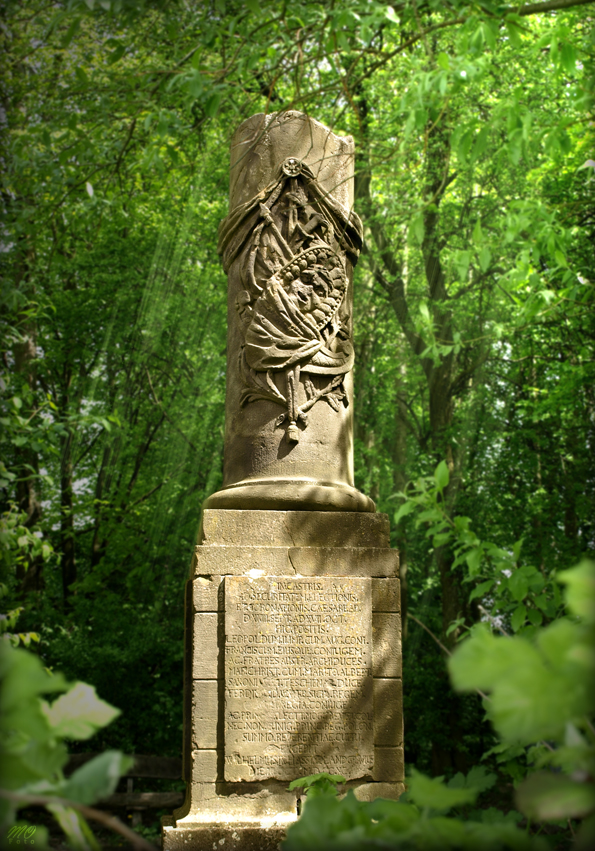
Leopoldsäule in Frankfurt am Main-Seckbach, anlässlich der Krönung 1790 errichtet

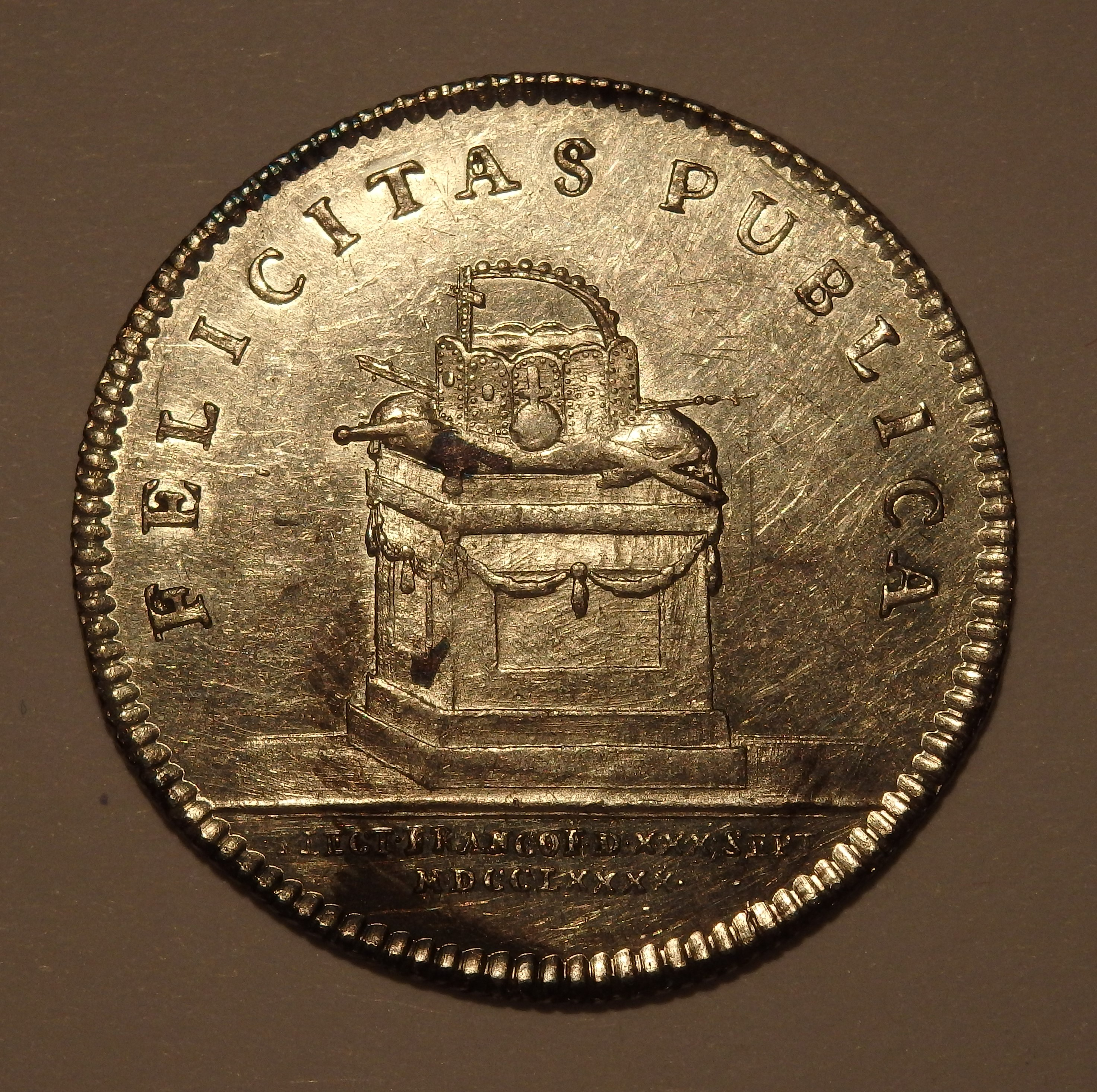
Silberabschlag 2 Dukaten der Stadt Frankfurt auf die Wahl Leopolds II., 1790

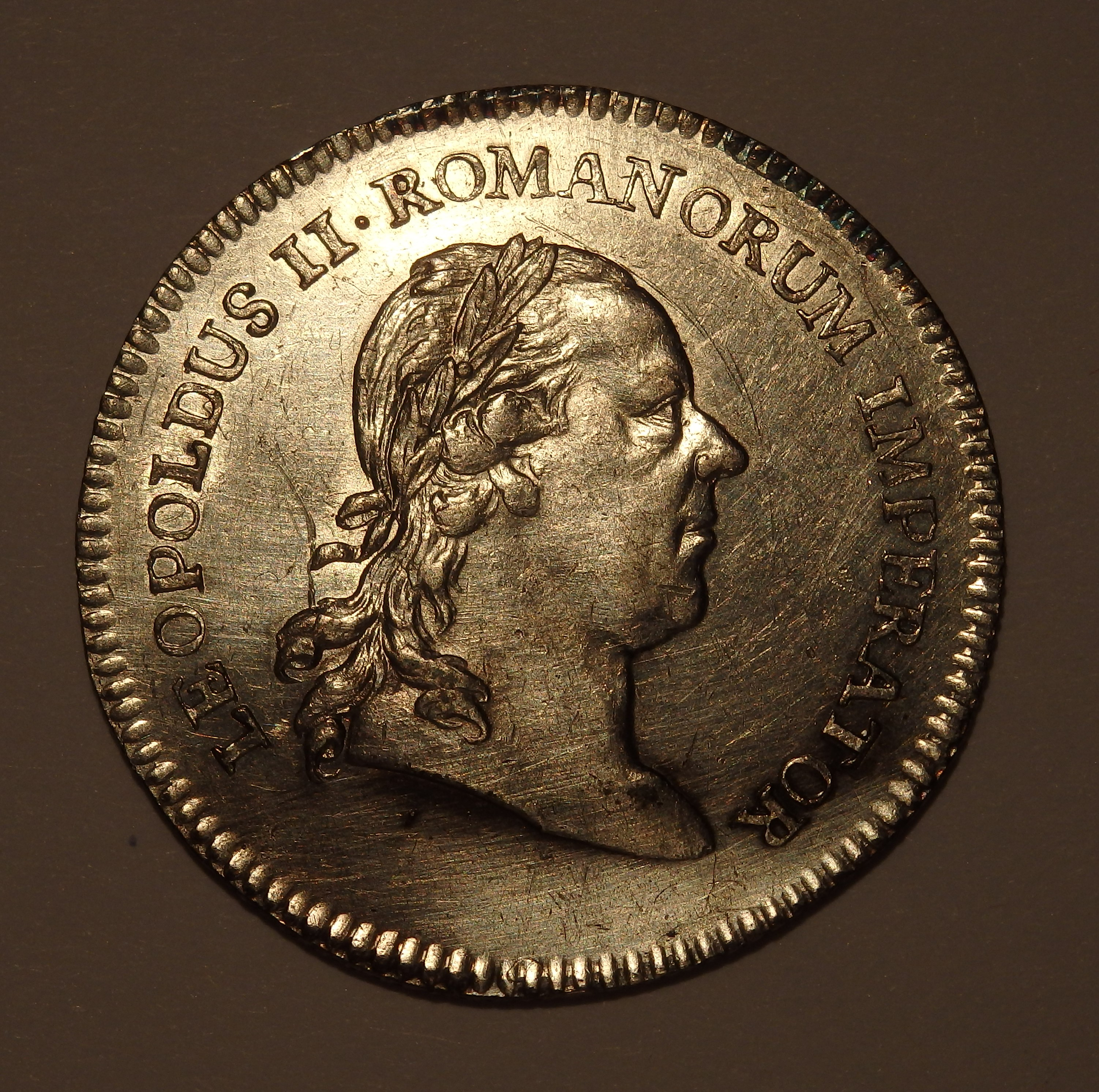
Kopfbild Leopolds II. auf Silberabschlag

Nach Josephs überraschendem Tod im Februar 1790 übernahm Leopold die Herrschaft über die habsburgischen Erblande. Er wählte sich als Devise Pietate et concordia, „durch Frömmigkeit und Eintracht“.
Die politische Lage zu Beginn seiner Herrschaft war außerordentlich schwierig. Neben dem aktuell bestehenden Krieg gegen das Osmanische Reich drohte ein Krieg mit Preußen und Polen-Litauen. Auch waren die österreichischen Niederlande in der Brabanter Revolution mit preußischer Hilfe abgefallen. Es drohten Aufstände in Ungarn und vielleicht sogar in Tirol. Auch unter dem böhmischen und österreichischen Adel gab es Unzufriedenheit als Folge der Reformpolitik Josephs II. Innenpolitisch versuchte Leopold, durch Entgegenkommen oder das Ausspielen verschiedener Akteure gegeneinander die Lage zu entschärfen. Die überstürzten Reformen seines Bruders nahm er teilweise wieder zurück. Andererseits ging er wie im Fall der österreichischen Niederlande aber auch militärisch vor.
Das entscheidende Problem war indes das Verhältnis zu Preußen. Am 27. Juli 1790 schloss Leopold mit Preußen die Reichenbacher Konvention. Damit war die Gefahr eines Krieges gebannt. Gleichzeitig bedeutete dies die Anerkennung Preußens als gleichberechtigte Macht. Das europäische Mächtegleichgewicht wurde damit entscheidend verändert. Waren Preußen und Österreich sich einig, konnten sie auch die Verhältnisse im Reich nach ihrem Willen gestalten. Auch konnten Ungarn und die österreichischen Niederlande nicht mehr mit preußischer Unterstützung für ihre Unabhängigkeitsbestrebungen rechnen.
Mit dem Abkommen sicherte sich Leopold insbesondere auch die Kaiserwahl. Hatte sein Vorgänger keine wirkliche Reichspolitik mehr betrieben, wollte Leopold dies ändern. Die Wahl lief keineswegs automatisch auf ihn hinaus. Allerdings fand sich kein Gegenkandidat. Immerhin versuchten einige Fürsten, die Gelegenheit zu nutzen, um die ohnehin beschränkten kaiserlichen Rechte noch weiter zu schwächen und diesen zu einem bloßen primus inter pares zu machen.
Leopold wurde am 30. September zum Kaiser gewählt und am 9. Oktober 1790 im Kaiserdom St. Bartholomäus in Frankfurt am Main als Leopold II. gekrönt. Die Krönung zum ungarischen König in Preßburg erfolgte am 15. November 1790 und die Krönung zum König von Böhmen in Prag am 6. September 1791. Man hoffte auf eine lange Friedenszeit unter einem als Titus verklärten fähigen Herrscher. Mozart komponierte anlässlich der Krönung in Prag die Oper La clemenza di Tito. Beethoven nahm die Kaiserkrönung zum Anlass, eine Krönungskantate zu komponieren.
Der Aufstand in den Niederlanden brach zusammen und die kaiserlichen Truppen konnten ohne Probleme das Land wieder besetzen. Der Kaiser versprach allerdings, die Freiheiten wiederherzustellen, wie sie zur Zeit Maria Theresias bestanden hatten. Mit dem Osmanischen Reich wurde ein Waffenstillstand geschlossen, 1791 folgte der Frieden von Sistowa. Darin machte Leopold dem Osmanischen Reich erhebliche Zugeständnisse: Belgrad wurde den Osmanen zurückgegeben und von kleinen Grenzänderungen abgesehen kam es zu keinen territorialen Gewinnen des Habsburgerreiches. Den ungarischen Reichstag hatte Leopold zum Einlenken bewegt und den Adel in Böhmen und Österreich besänftigte er durch die Rücknahme verschiedener Reformmaßnahmen seines Vorgängers. Ohne an den grundlegenden Reformen seines Bruders etwas zu ändern, kam er auch in der Kirchenpolitik den Kritikern entgegen. Die Übertragung toskanischer Einrichtungen auf die größere Ebene erwies sich als schwierig. Immerhin orientierte sich eine Polizeiverfassung für Wien am toskanischen Vorbild.
Allerdings baute Leopold auch eine Geheimpolizei auf, um sich über die Entwicklung auf dem Laufenden zu halten. Er versuchte auch, mit Hilfe der Geheimpolizei die öffentliche Meinung für eine Reformpolitik ähnlich der in der Toskana zu gewinnen. Er bediente sich dabei Unterstützer und Mitarbeiter, die wie etwa Ignaz Joseph Martinovics unter Franz II. zum Kern der „Jakobiner“ in Wien wurden.
Leopold stand anfangs der Französischen Revolution, aber auch der polnischen Verfassung von 1791 positiv gegenüber, sah er darin doch einen vergleichbaren Geist wie in seiner Politik in der Toskana. Die revolutionäre Dynamik hat er allerdings unterschätzt. Auf Drängen der französischen Emigranten verfasste er das Rundschreiben von Padua vom 6. Juli 1791 zugunsten des französischen Königspaares. Im August 1791 proklamierte er zusammen mit König Friedrich Wilhelm II. von Preußen und einigen adligen Emigranten die Pillnitzer Deklaration. Diese betonte das Interesse an einer vollständigen Restauration der Monarchie in Frankreich. Auch kündigte man eine militärische Intervention an, sofern alle übrigen europäischen Mächte sich daran beteiligen würden. Dies bedeutete bei aller Rhetorik de facto eine Absage an eine Intervention, da klar war, dass keineswegs alle Mächte sich daran beteiligen würden. Die Pillnitzer Erklärung sollte das revolutionäre Frankreich einschüchtern und zu einer gemäßigten Politik bewegen. Das Gegenteil war allerdings der Fall. Die Erklärung verstärkte die französische Kriegsbereitschaft und verschlechterte die Position von Ludwig XVI. und Marie-Antoinette. Sie wurde damit zu einem der Auslöser für den Ersten Koalitionskrieg. Angesichts der gerade erreichten Überwindung der Kriegsgefahr mit Preußen und des Friedens mit den Osmanen wollte Leopold keinen Krieg mit dem revolutionären Frankreich. Kurz vor seinem Tod erkannte er allerdings die Gefahr, die von Frankreich ausging. Er schloss mit Preußen am 7. Februar 1792 eine Defensivallianz, lehnte aber weiterhin eine Intervention in Frankreich selbst ab.

### Tod und Nachfolge

Sarkophag von Kaiser Leopold II. in der Kapuzinergruft

Leopold II. starb völlig unerwartet am 1. März 1792. Sein Sterben begann mit leichtem Durchfall seit seiner Rückkehr von der Königskrönung in Prag. Nach viermaligem Aderlassen musste er erbrechen und verstarb im Beisein seiner Frau. Sein überraschender Tod nährte Gerüchte über einen Giftmord. Als Urheber wurden Freimaurer, Jesuiten oder französische Agenten verdächtigt. Ein weiteres Gerücht war, dass der Kaiser an der Einnahme eines selbst hergestellten Aphrodisiakums gestorben sei. Diese Gerüchte haben wohl keinen realen Hintergrund, vielmehr starb der Kaiser wohl eines natürlichen Todes. Bei einer Autopsie wurde eine Lungenentzündung als Todesursache festgestellt.
Leopold II. wurde in der „Toskana-Gruft“ der Kapuzinergruft in Wien bestattet. Sein Herz befindet sich in der Herzgruft der Habsburger, während seine Eingeweide in der Herzogsgruft des Wiener Stephansdoms beigesetzt wurden. Er gehört damit zu jenen 41 Personen, die eine „Getrennte Bestattung“ mit Aufteilung des Körpers auf alle drei traditionellen Wiener Begräbnisstätten der Habsburger (Kaisergruft, Herzgruft, Herzogsgruft) erhielten. In der Georgskapelle der Augustinerkirche befindet sich ein von Franz Anton Zauner gearbeiteter Prunksarkophag für ihn, der allerdings nie benutzt wurde.
Sein Nachfolger wurde sein Sohn Franz als Franz II., der sich von der Reformpolitik seiner beiden Vorgänger abwandte.

## Nachkommen
Leopold II. heiratete am 5. August 1765 in Innsbruck die Infantin Maria Ludovica (1745–1792), Tochter König Karls III. von Spanien aus dem Hause Bourbon und seiner Gattin Prinzessin Maria Amalia von Sachsen. Das Ehepaar hatte 16 Kinder:
- Marie Therese (1767–1827) ⚭ 1787 Anton, König von Sachsen
- Franz II. Joseph Karl (1768–1835), letzter römisch-deutscher Kaiser und als Franz I. erster Kaiser von Österreich

1. ⚭ 1788 Elisabeth von Württemberg (1767–1790)
2. ⚭ 1790 Maria Theresia von Neapel-Sizilien (1772–1807)
3. ⚭ 1808 Maria Ludovika Beatrix von Österreich-Este (1787–1816)
4. ⚭ 1816 Karoline Auguste von Bayern (1792–1873)

- Ferdinand III. (1769–1824), Großherzog der Toskana

1. ⚭ 1790 Maria Louisa von Neapel-Sizilien (1773–1802)
2. ⚭ 1821 Maria Anna von Sachsen (1796–1865), Tochter des Maximilian von Sachsen (1759–1838)

- Maria Anna (1770–1809), Äbtissin des Theresianischen Damenstiftes in Prag
- Karl von Österreich-Teschen (1771–1847), Herzog von Teschen ⚭ 1815 Henriette Alexandrine von Nassau-Weilburg (1797–1829)
- Alexander Leopold (1772–1795), Palatin von Ungarn
- Albrecht (1773–1774)
- Maximilian (1774–1778)
- Joseph von Österreich (1776–1847)

1. ⚭ 1799 Alexandra Pawlowna Romanowa (1783–1801)
2. ⚭ 1815 Hermine von Anhalt-Bernburg-Schaumburg-Hoym (1797–1817)
3. ⚭ 1819 Maria Dorothea von Württemberg (1797–1855)

- Maria Klementine von Österreich (1777–1801) ⚭ Franz I. (1777–1830), König von Sizilien
- Anton Viktor von Österreich (1779–1835), gewählter Kurfürst von Köln
- Maria Amalia (1780–1798)
- Johann von Österreich (1782–1859) ⚭ 1829 Anna Plochl (1804–1885)
- Rainer von Österreich (1783–1853) ⚭ 1820 Maria Elisabeth von Savoyen-Carignan (1800–1856)
- Ludwig von Österreich (1784–1864)
- Rudolph von Österreich (1788–1831), Kardinal und Erzbischof von Olmütz

## Vorfahren
| Ahnentafel Leopold II. | Ahnentafel Leopold II.                                                                                     | Ahnentafel Leopold II.                                                                                     | Ahnentafel Leopold II.                                                                                     | Ahnentafel Leopold II.                                                                                     | Ahnentafel Leopold II.                                                                           | Ahnentafel Leopold II.                                                                           | Ahnentafel Leopold II.                                                                                                 | Ahnentafel Leopold II.                                                                                          |
| ---------------------- | --- | --- | --- | --- | ------------------------------------------------------------------------------------------------ | ------------------------------------------------------------------------------------------------ | --- | --- |
| Ururgroßeltern         | Nikolaus Franz von Vaudémont (1609–1670) ⚭ 1634 Claudia von Lothringen (1612–1648)                         | Kaiser Ferdinand III. (1608–1657) ⚭ 1651 Eleonora von Mantua (1630–1686)                                   | König Ludwig XIII. (1601–1643) ⚭ 1615 Anna von Österreich (1601–1666)                                      | Kurfürst Karl I. Ludwig (1617–1680) ⚭ 1650 Charlotte von Hessen-Kassel (1627–1686)                         | Kaiser Ferdinand III. (1608–1657) ⚭ 1631 Maria Anna von Spanien (1606–1646)                      | Kurfürst Philipp Wilhelm (1615–1690) ⚭ 1653 Elisabeth Amalia von Hessen-Darmstadt (1635–1709)    | Fürst Anton Ulrich von Braunschweig-Wolfenbüttel (1633–1714) ⚭ 1656 Elisabeth Juliane von Holstein-Norburg (1634–1704) | Albrecht Ernst I. zu Oettingen (1642–1683) ⚭ 1665 Christine Friederike von Württemberg (1644–1674)              |
| Urgroßeltern           | Herzog Karl V. Leopold (1643–1690) ⚭ 1678 Eleonore von Österreich (1653–1697)                              | Herzog Karl V. Leopold (1643–1690) ⚭ 1678 Eleonore von Österreich (1653–1697)                              | Philipp I. von Bourbon (1640–1701) ⚭ 1671 Elisabeth von der Pfalz (1652–1722)                              | Philipp I. von Bourbon (1640–1701) ⚭ 1671 Elisabeth von der Pfalz (1652–1722)                              | Kaiser Leopold I. (1640–1705) ⚭ 1676 Eleonore Magdalene von der Pfalz (1655–1720)                | Kaiser Leopold I. (1640–1705) ⚭ 1676 Eleonore Magdalene von der Pfalz (1655–1720)                | Herzog Ludwig Rudolf von Braunschweig-Wolfenbüttel (1671–1735) ⚭ 1690 Christine Luise von Oettingen (1671–1747)        | Herzog Ludwig Rudolf von Braunschweig-Wolfenbüttel (1671–1735) ⚭ 1690 Christine Luise von Oettingen (1671–1747) |
| Großeltern             | Herzog Leopold Joseph von Lothringen (1679–1729) ⚭ 1698 Élisabeth Charlotte de Bourbon-Orléans (1676–1744) | Herzog Leopold Joseph von Lothringen (1679–1729) ⚭ 1698 Élisabeth Charlotte de Bourbon-Orléans (1676–1744) | Herzog Leopold Joseph von Lothringen (1679–1729) ⚭ 1698 Élisabeth Charlotte de Bourbon-Orléans (1676–1744) | Herzog Leopold Joseph von Lothringen (1679–1729) ⚭ 1698 Élisabeth Charlotte de Bourbon-Orléans (1676–1744) | Kaiser Karl VI. (1685–1740) ⚭ 1708 Elisabeth Christine von Braunschweig-Wolfenbüttel (1691–1750) | Kaiser Karl VI. (1685–1740) ⚭ 1708 Elisabeth Christine von Braunschweig-Wolfenbüttel (1691–1750) | Kaiser Karl VI. (1685–1740) ⚭ 1708 Elisabeth Christine von Braunschweig-Wolfenbüttel (1691–1750)                       | Kaiser Karl VI. (1685–1740) ⚭ 1708 Elisabeth Christine von Braunschweig-Wolfenbüttel (1691–1750)                |
| Eltern                 | Kaiser Franz I. Stephan (1708–1765) ⚭ 1736 Maria Theresia (1717–1780)                                      | Kaiser Franz I. Stephan (1708–1765) ⚭ 1736 Maria Theresia (1717–1780)                                      | Kaiser Franz I. Stephan (1708–1765) ⚭ 1736 Maria Theresia (1717–1780)                                      | Kaiser Franz I. Stephan (1708–1765) ⚭ 1736 Maria Theresia (1717–1780)                                      | Kaiser Franz I. Stephan (1708–1765) ⚭ 1736 Maria Theresia (1717–1780)                            | Kaiser Franz I. Stephan (1708–1765) ⚭ 1736 Maria Theresia (1717–1780)                            | Kaiser Franz I. Stephan (1708–1765) ⚭ 1736 Maria Theresia (1717–1780)                                                  | Kaiser Franz I. Stephan (1708–1765) ⚭ 1736 Maria Theresia (1717–1780)                                           |
| Leopold II.            | | | | |                                                                                                  |                                                                                                  | | |